# Lei Larissa Manoela
A Lei Larissa Manoela, oficialmente PL 3914/2023, é um projeto de lei brasileiro criado para proteger os direitos financeiros de crianças e adolescentes artistas ou influenciadores. O nome da lei deriva da atriz e cantora brasileira Larissa Manoela, que trouxe questões relacionadas ao gerenciamento de bens e recursos por seus responsáveis legais.

## Histórico

### Contexto
O projeto nasceu após Larissa Manoela conceder uma entrevista exclusiva ao programa de televisão Fantástico, em 13 de agosto de 2023, revelando problemas familiares e financeiros na administração da sua carreira pelos seus pais. A atriz alegou que não controlava o seu próprio dinheiro, e que recebia um lucro menor das suas empresas em comparação à dos seus pais. A atriz abriu mão do seu patrimônio, avaliado por ela em 18 milhões de reais, após um acordo de redistribuição não concretizado. Além disso, os seus pais insistiram que ela continuasse a pagar apenas 6% dos lucros pelos próximos dez anos. O Projeto de Lei 3914/2023 foi aprovado na Câmara dos Deputados em 25 de março de 2025. Atualmente, aguarda votação no Senado Federal antes de seguir para sanção ou veto pelo Presidente da República.